# بنای
بنای (به فرانسوی: Benay) یک کمون در فرانسه است که در ان (ا-دو-فرانس) واقع شده‌است. بنای ۶٫۸۱ کیلومتر مربع مساحت دارد ۱۰۵ متر بالاتر از سطح دریا واقع شده‌است.